# Jason Ellis
Jason Bernard Ellis (Kent, 15 dicembre 1982) è un ex cestista statunitense, professionista nella NBDL e in Europa.

## Palmarès
- Campione NBDL (2008)
- Campionato olandese: 1

Donar Groningen: 2009-10
- Coppa d'Olanda: 1

Donar Groningen: 2011